# Sceaux-du-Gâtinais
Sceaux-du-Gâtinais – miejscowość i gmina we Francji, w Regionie Centralnym, w departamencie Loiret.
Według danych na rok 1990 gminę zamieszkiwało 447 osób, a gęstość zaludnienia wynosiła 14 osób/km² (wśród 1842 gmin Regionu Centralnego Sceaux-du-Gâtinais plasuje się na 721. miejscu pod względem liczby ludności, natomiast pod względem powierzchni na miejscu 308.).